# Рогачівська волость
Рогачівська волость (попередня назва — Гульська волость) — історична адміністративно-територіальна одиниця Новоград-Волинського повіту Волинської губернії Російської імперії. Волосний центр — село Гульськ.
З 1921 року входила до складу Новоград-Волинського повіту.
Станом на 1885 рік складалася з 15 поселень, 10 сільських громад. Населення — 9058 особа (4597 чоловічої статі та 4461 — жіночої), 568 дворових господарств.
|                     | Площа, десятин | У тому числі орної, дес. |
| ------------------- | -------------- | ------------------------ |
| Сільських громад    | 7744           | 4287                     |
| Приватної власності | 27430          | 6966                     |
| Казенної власності  | —              | —                        |
| Іншої власності     | 308            | 133                      |
| Загалом             | 35482          | 11386                    |

Основні поселення волості:
- Гульськ — колишнє власницьке село при р. Случ, 860 осіб, 118 дворів, волосне управління (повітове місто — 10 верст; православна церква, школа, постоялий будинок, 4 водяні млини. За 6 верст — Талецький чавунний завод з водяним млином. За 8 верст — слобода чиншова Черницька з католицько каплицею, постоялим будинком, водяним млином. За 8 і 18 верст — смоляний завод. За 12 верст — колонія Болярка зі школою. За 15 верст — колонія Владин зі школою. За 15 верст — порцеляновий завод у Кам'яному Броді. За 20 верст — Муравня зі школою. За 25 верст — скляний завод у Тартак. За 25 верст — скляний завод Любарський. За 25 верст — смоляний і лісопильний заводи Явне. За 30 верст — скляний завод Мар'янівський.
- Дерманка — колишнє власницьке село, при р. Лим, 153 особи, 13 дворів, постоялий будинок, смоляний та поташний заводи.
- Дзекунка — колишнє власницьке село, 72 особи, 5 дворів, постоялий будинок, скляний завод.
- Івашківка — колишнє власницьке село, при р. Случ 432 особи, 39 дворів, православна церква, водяний млин.
- Немильня — колишнє власницьке село, при р. Немилянка, 380 осіб, 42 дворів, православна церква, постоялий будинок, водяний млин.
- Острожок — колишнє власницьке село, при р. Случ, 410 осіб, 123 дворів, православна церква, постоялий будинок, 2 водяних млинів.
- Рогачів — колишнє власницьке село, при р. Случ, 489 осіб, 77 дворів, православна церква, євангельський молитовний будинок, школа, 15 крамниць, цегляний завод.
- Романівка — колишнє власницьке село, 467 особи, 63 дворів, православна церква, школа, водяний та вітряний млини.
- Черниця — колишнє власницьке село, при р. Луб'янка, 737 осіб, 72 двора, православна церква, постоялий будинок, водяний млин.